# Amstrad

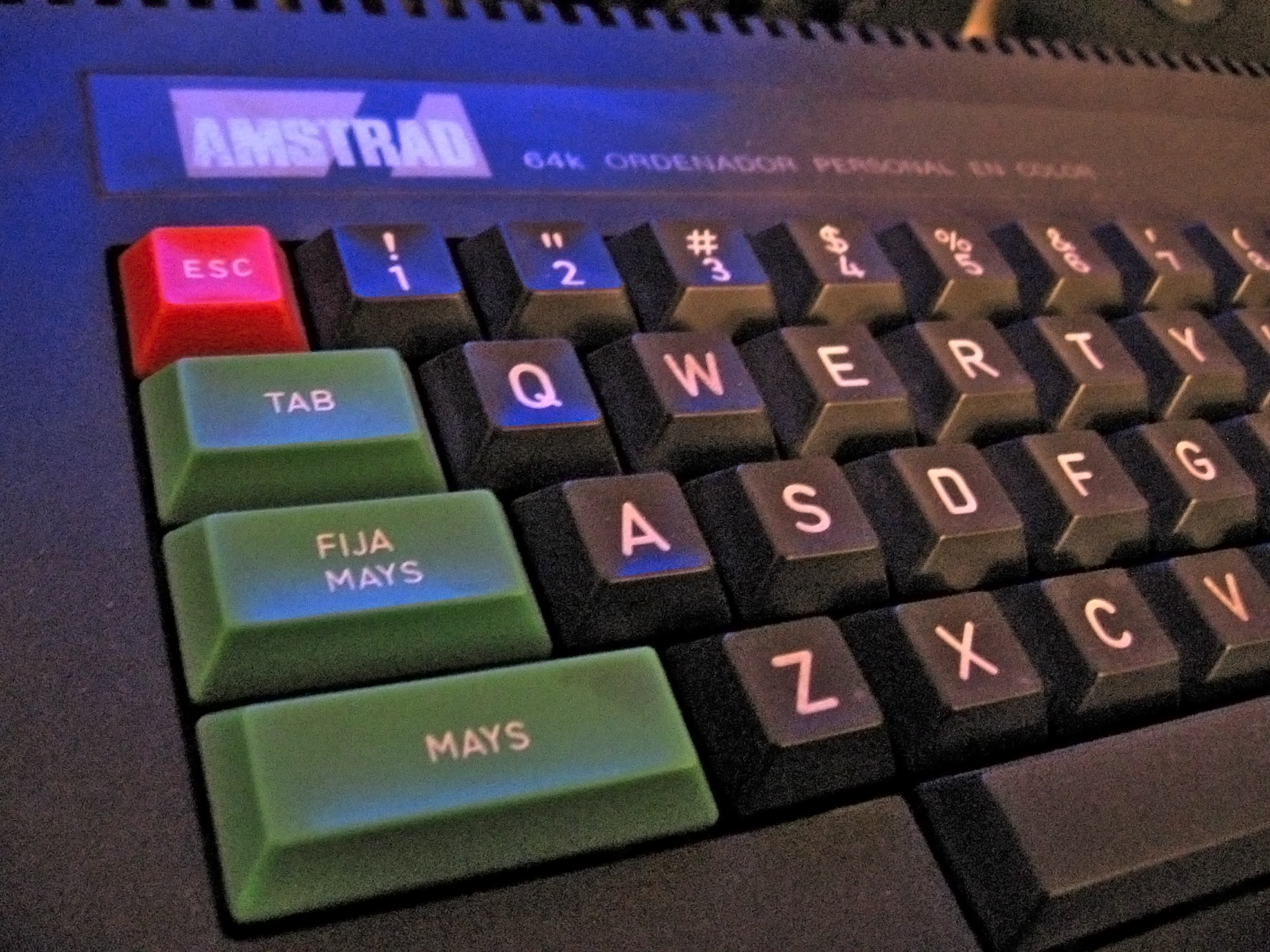
Teclat d'ordinador Amstrad CPC.

Amstrad és una empresa de productes electrònics basada en Brentwood, fundada el 1968 per Sir Alan Sugar. El nom és un acrònim d'Alan Michael Sugar Trading. Va ser cotitzada per primera vegada en la Borsa de Londres el 1980. A la darreria dels anys vuitanta, Amstrad tenia una participació considerable en el mercat d'ordinadors personals al Regne Unit. A partir de 2006, el principal negoci de l'Amstrad és fabricar descodificadors (set-top boxes) interactius per a Sky Digital. Anteriorment, l'empresa integrava l'índex FTSE 100, però ara és una subsidiària de la BSkyB.

## Història

### Dècades de 1960 i 1970
Amstrad va ser fundada en 1968 per qui seria el seu president durant quaranta anys, Alan Sugar, entrant al mercat d'electrònica de consum. Durant la dècada de 1970 van liderar el segment d'Hi-Fi, TV i radiocassets de baix cost. Els preus baixos s'aconseguien fabricant les carcasses de platines mitjançant plàstic injectat, reduint costos enfront de la competència, que usava processos mitjançant formació de buit. Amstrad es va expandir a la producció d'amplificadors d'àudio i sintonitzadors.

### Dècada de 1980

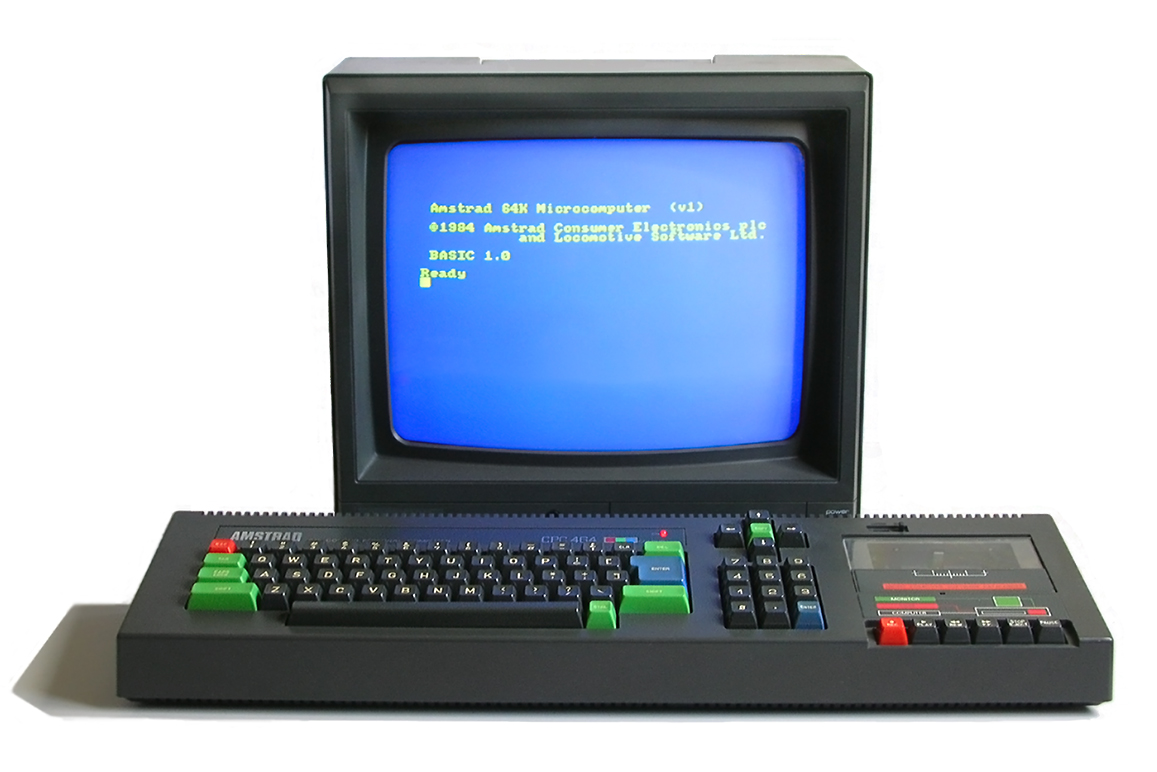
Ordinador Amstrad CPC 464.

El 1980, Amstrad va emetre accions a la Borsa de Londres, duplicant la grandària anualment durant els primers anys. Amstrad va començar a comercialitzar els seus propis ordinadors personals en un intent per capturar el mercat de Commodore i Sinclair amb el CPC 464 el 1984. L'ordinador, basat en un Zilog Z80 de 8 bits a 3,7 MHz i amb 64 KiB de memòria RAM incloïa a més la unitat de cinta i un monitor (de fòsfor verd o color) amb la font d'alimentació integrada. La gamma CPC es va llançar en Regne Unit, França, Austràlia, Alemanya i Espanya, on va ser un èxit de vendes. No aconsegueix desbancar als seus competidors, però d'ara endavant tot videojoc per a ordinador domèstic que tingués aspiracions d'èxit de vendes tindria versions derivades del sistema.
Llavors van seguir els models CPC 664, amb unitat de disc de 3", i CPC 6128 amb 128 KiB de RAM i un teclat més discret i pretesament professional, però d'idèntica fabricació al dels altres models. Les variants posteriors CPC «Plus» (1990) van intentar allargar la vida del producte incrementant notablement la seva funcionalitat i incloent la Amstrad GX4000, primera incursió d'Amstrad en el terreny de les videoconsolas (un CPC Plus sense teclat ni unitat d'emmagatzematge). Per desgràcia, els CPC Plus no van poder competir amb els emergents ordinadors de 16 bits i van passar de puntetes pel mercat, extingint-se definitivament molt poc temps després de la seva sortida.
El 1985 va introduir els Amstrad PCW, que es comercialitzen com processador de textos a un preu de 399 lliures esterlines (els seus competidors caminaven per les 10.000 lliures), que literalment arrasa el mercat objectiu, fins i tot desbordant-ho, car al cap i a l'últim és un ordinador complet compatible amb el sistema operatiu CP/M i que inclou de sèrie el processador de textos LocoScript.
Amsoft, la divisió de programari d'Amstrad creada per abrigallar el llançament del 464, és tan eficaç en la seva labor de convertir a l'estrany format Compact Floppy de disquet de 3 polzades la immensa biblioteca de soft del CP/M, que és més fàcil localitzar a Europa un dBase II en aquest format que en el nadiu de 5,25.
Amstrad va entrar breument al mercat de consoles de videojocs amb la GX4000, basada en el CPC Plus, que mai va aconseguir molta popularitat. Realment, la videoconsola era un CPC Plus freturós de teclat i proveït tan sols de la unitat de cartutxos que equipaven tant el CPC 464 Plus com el CPC 6128 Plus. Es venien juntament amb els dos pads que també es distribuïen oficialment amb els ordinadors. Malgrat la seva discreta presència al mercat i baix índex de vendes va tenir alguns jocs notables com Mystical o Switchblade.

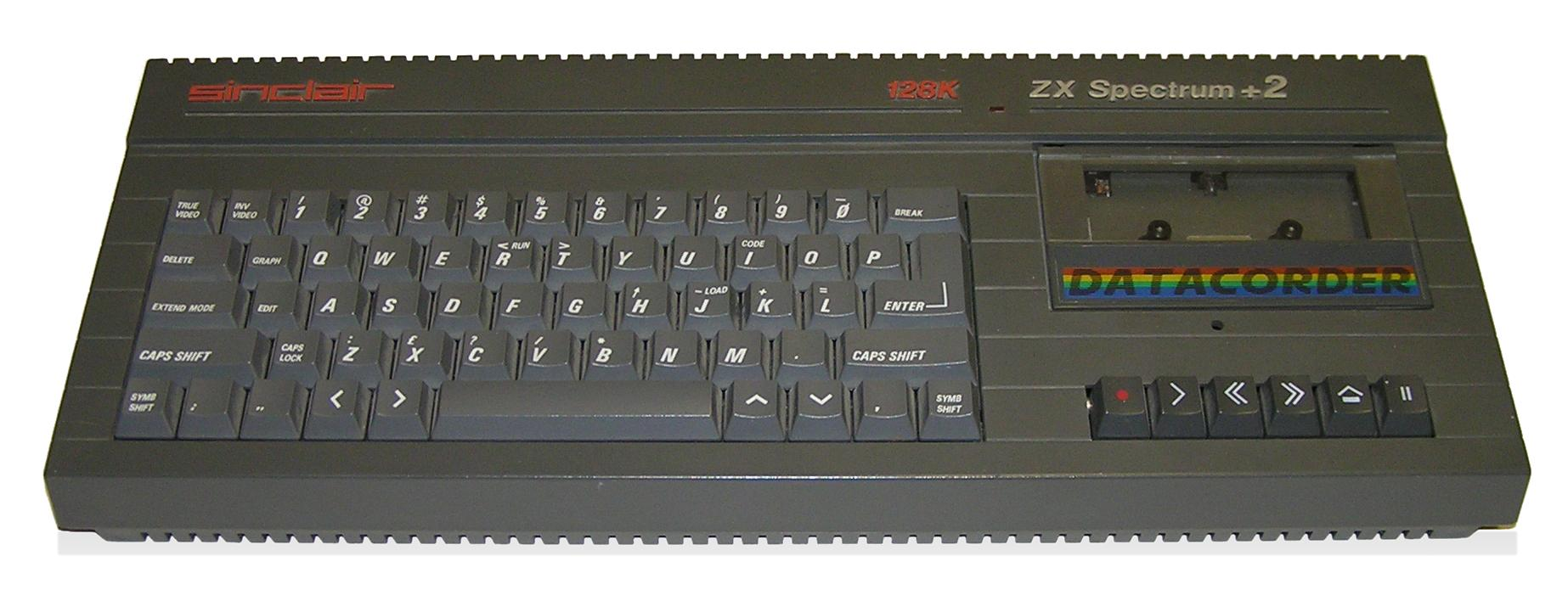
El ZX Spectrum +2. Aquest va ser el primer model nou de Spectrum llançat per Amstrad després de la compra de la gamma.

El 7 d'abril de 1986, Amstrad va anunciar la compra de Sinclair Research «...els drets mundials de venda i fabricació de tots els ordinadors de Sinclair fins avui, juntament amb la marca registrada Sinclair i els drets de propietat intel·lectual referits a ordinadors i accessoris», que incloïen el ZX Spectrum, per 5 milions de lliures. Amstrad va llançar tres noves variants del Spectrum, el ZX Spectrum 128 +2, basat en el ZX Spectrum + 128K, amb una unitat de cinta integrada (com el CPC 464); el ZX Spectrum 128 +3, amb una unitat de disc integrada (similar al CPC 664 i 6128), usant els mateixos discos de 3" que altres màquines d'Amstrad, i una placa base completament nova; i el ZX Spectrum +2A/+2B, que usava la placa de el +3 en una caixa d'un +2 amb unitat de cinta.
La companyia va produir una gamma d'ordinadors personals econòmics basats en MS-DOS i posteriorment en Microsoft Windows, el primer dels quals va ser el PC1512 per £399 el 1986. Va ser un èxit, capturant més del 25% del mercat europeu. Un any més tard, en 1987, va llançar el PCW 8512 com a ordinador dedicat a procés de textos a un preu de £499. El 1988 va intentar fer el primer ordinador personal portàtil amb els PPC 512 / 640, presentat un any abans del Macintosh Portable, a 8 MHz executava MS-DOS i GEM amb una variant de la targeta de vídeo CGA que permetia a GEM mostrar gràfics en 16 colors.

### Dècada de 1990 a 2007
A principis de la dècada de 1990 Amstrad va començar a centrar-se en ordinadors portàtils més que en ordinadors d'escriptori. Com es deia anteriorment, en 1990 Amstrad va intentar entrar al mercat de les videoconsoles amb l'Amstrad GX4000, de forma similar a com l'havia fet Commodore amb el C64 i el C64 GS. La màquina va ser un fracàs comercial, sent poc popular perquè emprava tecnologia de 8 bits enfront dels 16 bits de la Sega Mega Drive i la Super Nintendo.
Llavors es llança un híbrid compatible IBM PC/Sega Mega Drive, l'Amstrad Mega PC, un Amstrad PC7386 en el qual la targeta de so AdLib és substituïda per una placa ISA amb el maquinari d'una Sega Mega Drive 1, amb connector de Joystick PC i minijack d'auriculars en la posterior i ranura de cartutxos i dos connectors de gamepad Mega Drive en el frontal. Però la bona idea és un fracàs en escollir una CPU ja obsoleta i ser més car el conjunt que comprar els dos aparells per separat.
El 1996 Amstrad va llançar el PenPad, una PDA similar a l'Apple Newton llançat solament unes setmanes abans. També va ser un fracàs comercial, patia diversos problemes tècnics i d'usabilitat i mancava de la majoria de les característiques que incloïa l'Apple Newton, encara que tenia un preu més baix (al voltant dels 450 dòlars).
Durant aquests anys també va llançar diversos models de cadenes musicals, amb plat per a discos i doble platina en un pack integrat amb el moble. Destacava el seu baix preu i era de les primeres a incorporar al mercat la doble platina. Un altre producte innovador va ser el llançament d'una pantalla de TV de 14" que incloïa vídeo VHS, i un reproductor de VHS que incorporava dues unitats (a l'estil dels radio cassets de doble platina).
Segons Amstrad va començar a concentrar-se més en comunicacions i menys en ordinadors, va comprar diverses empreses de telecomunicacions incloent Betacom, Dancall Telecom, Viglen Computers i Dataflex Design Communications. Amstrad ha estat un dels principals proveïdors de receptors de televisió per a l'operador de televisió per satèl·lit britànic Sky des del seu llançament, en 1989. Amstrad va ser clau en la implantació de Sky, ja que era l'únic fabricant capaç de produir receptors i antenes parabòliques al moment del llançament del sistema, i ha continuat fabricant receptors per Sky, des d'analògics a digitals, i ara inclou el gravador de vídeo digital para Sky+.
El 1997 Amstrad va subministrar receptors per a l'operador australià Foxtel, i el 2004 al italià Sky Itàlia. El 2000 Amstrad va llançar el primer dels seus dispositius que combinen telefonia i correu electrònic, anomenat i-m@iler. Li va seguir el e-m@ilerplus el 2002, i l'E3 Videophone el 2004. Amstrad també va produir una varietat de productes d'entreteniment domèstic al llarg de la seva història, incloent aparells d'àudio, televisors, vídeos, i reproductors de DVD. Seguint l'èxit de la versió britànica de la sèrie The Apprentice, Amstrad també ha començat a produir àudio-animatrònica.

### 2007 - Present: BSkyB controla Amstrad
Al juliol de 2007, BSkyB anuncia la compra d'Amstrad per £125m. BSkyB ha estat el principal client d'Amstrad, representant el 75% de les vendes del seu sector de Set-Top-Boxes. Amstrad ha estat proveïdor de BSkyB des de 1988. El 2 de juliol de 2008 Alan Sugar deixa la presidència de la companyia. Actualment presideix l'empresa Amscreen, dirigida pel seu fill gran, Simon Sugar.

## Línia de productes
- Amstrad CPC
  - Amstrad CPC 464
  - Amstrad CPC 472
  - Amstrad CPC 664
  - Amstrad CPC 6128

- Amstrad CPC+
  - Amstrad CPC 464+
  - Amstrad CPC 6128+
  - Amstrad GX4000 (videoconsola)

- Amstrad PCW
  - Amstrad PCW 8256
  - Amstrad PCW 8512
  - Amstrad PCW 9512 (1987)
  - Amstrad PcW9256 (1991)
  - Amstrad PcW9512+ (1991)
  - Amstrad PcW10 (1993)
  - Amstrad PcW16

- Amstrad NC
  - Amstrad NC 100
  - Amstrad NC 150
  - Amstrad NC 200
- Amstrad Penpad

- La gamma Sinclair Spectrum
  - Sinclair Spectrum +2
  - Sinclair Spectrum +2a/b
  - Sinclair Spectrum +3

- Amstrad PC1512 (Intel 8086 CPU fabricat per AMD, 8MHz, 512Kb RAM, CGA/Plantronics Graphics)
- Amstrad PC1640 (Intel 8086 CPU fabricat per AMD, 8MHz, 640Kb RAM, EGA Color Graphics)
- Amstrad PC2086 (Intel 8086 CPU fabricat per AMD, 8MHz, 640Kb RAM, VGA Graphics) llançat en 1989
- Amstrad PC2286 (Intel 80286 CPU, 12.5MHz, 1Mb RAM, VGA Graphics) llançat el 1989
- Amstrad PC2386 (Intel 80386DX CPU, 20MHz, 4Mb RAM, VGA Graphics) llançat el 1989
- Amstrad PPC 512 i 640 (portàtils)
- Amstrad Mega PC

## Per a més informació
- Sugar, Alan. What You See Is What You Get: My Autobiography (2010) hardback ISBN 978-0-230-74933-7
- Thomas, David. Alan Sugar: The Amstrad Story (1991), paperback ISBN 0-330-31900-0.